# فولتا كاتالونيا 1924
فولتا كاتالونيا 1924 (بالإسبانية: Volta a Cataluña 1924)‏ هو سباق دراجات هوائية، وهو الموسم رقم 6 من السباق، وأقيم خلال الفترة 29 مايو 1924، وحتى 1 يونيو 1924.
فاز فيه بالمركز الأول  Mució Miquel ‏، وبالمركز الثاني  Teodor Monteys ‏، وبالمركز الثالث  Victorino Otero ‏.

## الفائزون
| الترتيب | الفائز           |
| ------- | ---------------- |
| الفائز  | Muç Miquel ‏      |
| الثاني  | Teodor Monteys ‏  |
| الثالث  | Victorino Otero ‏ |